# 井上文彥
井上文彥（日语：井上 文彦，1951年7月22日—），日本男性配音員、演員。出身於北海道。O型血。

## 簡歷
以前經歷文學座→九Production→Production★A組，現在所屬remax。
其姓名的日文發音、寫法與另一位配音員井上和彥（いのうえ かずひこ）相似，故有時會產生混淆。

## 人物
興趣：DIY發想、焊接。特長:三味線、跳踢踏舞。

## 演出

### 電視動畫
年分不詳
- 真仲夏夜之夢（織工〈法蘭西斯·弗魯特〉）

2006年
- 彩雲國物語（遊左）

2014年
- SHIROBAKO（百瀨勇）

2015年
- 偶像學園4（老爺爺）

### OVA
2002年
- 高校鐵拳傳（日语：高校鉄拳伝タフ）（鬼川平藏）

### 電影動畫
2005年
- 劇場版 甲蟲王者 邁向偉大的三冠王之路

### 遊戲
2011年
- 謎惑館～隨音逐流～（日语：謎惑館 〜音の間に間に〜）

### 特攝影集
1996年
- 七星鬥神

1998年
- 星獸戰隊銀河人（的聲音）

### 外語配音

#### 電影
- 狙擊封鎖線（英语：16 Blocks）（Mike Sheehan〈Peter McRobbie〉）※影碟版。
- A.I.人工智慧 ※影碟版。
- 單刀直入（英语：A Man Apart） ※東京電視台版。
- 挑戰星期天（哈維·曼德拉克〈詹姆士·伍茲〉）※朝日電視台版。
- 007：雷霆殺機（莫特納博士）※DVD、BD版。
- 亞歷山大帝
- 威爾史密斯之叱吒風雲
- 國產凌凌漆（達聞西〈羅家英〉）
- 水中的女人
- 致命武器3（英语：Lethal Weapon 3）（泰隆〈格雷戈里·米勒〉）※朝日電視台追加錄音版。
- 致命武器4 ※朝日電視台追加錄音版。
- 天魔（英语：The Omen (2006 film)）
- 俠盜公主（英语：Princess of Thieves） ※NHK版。
- 撒哈拉（英语：Sahara (1943 American film)）（Jason Halliday上尉〈Richard Nugent〉）※正規影碟版。
- 魚 ※朝日電視台版。
- 桂河大橋（Private Baker〈Harold Goodwin〉）※DVD、BD版。
- 叛將風雲
- 太王四神記（主治醫生）
- 歡樂糖果屋（Ballguard）[注 1]

#### 電視影集
- 犯罪心理 (第4季)（Carlson）
- 犯罪心理：嫌犯動機（Florio）
- 慾望師奶 (第3季)

### 舞台
- （中山晉平）
- （小政）
- 飢餓海峽（日语：飢餓海峡#2006年（舞台））（巢本虎治郎）

## 腳註

## 外部連結
- 井上文彥｜remax （页面存档备份，存于） （日語）